# Kendall County (Illinois)
Kendall County is een county in de Amerikaanse staat Illinois.
De county heeft een landoppervlakte van 830 km² en telt 54.544 inwoners (volkstelling 2000). De hoofdplaats is Yorkville.

## Bevolkingsontwikkeling

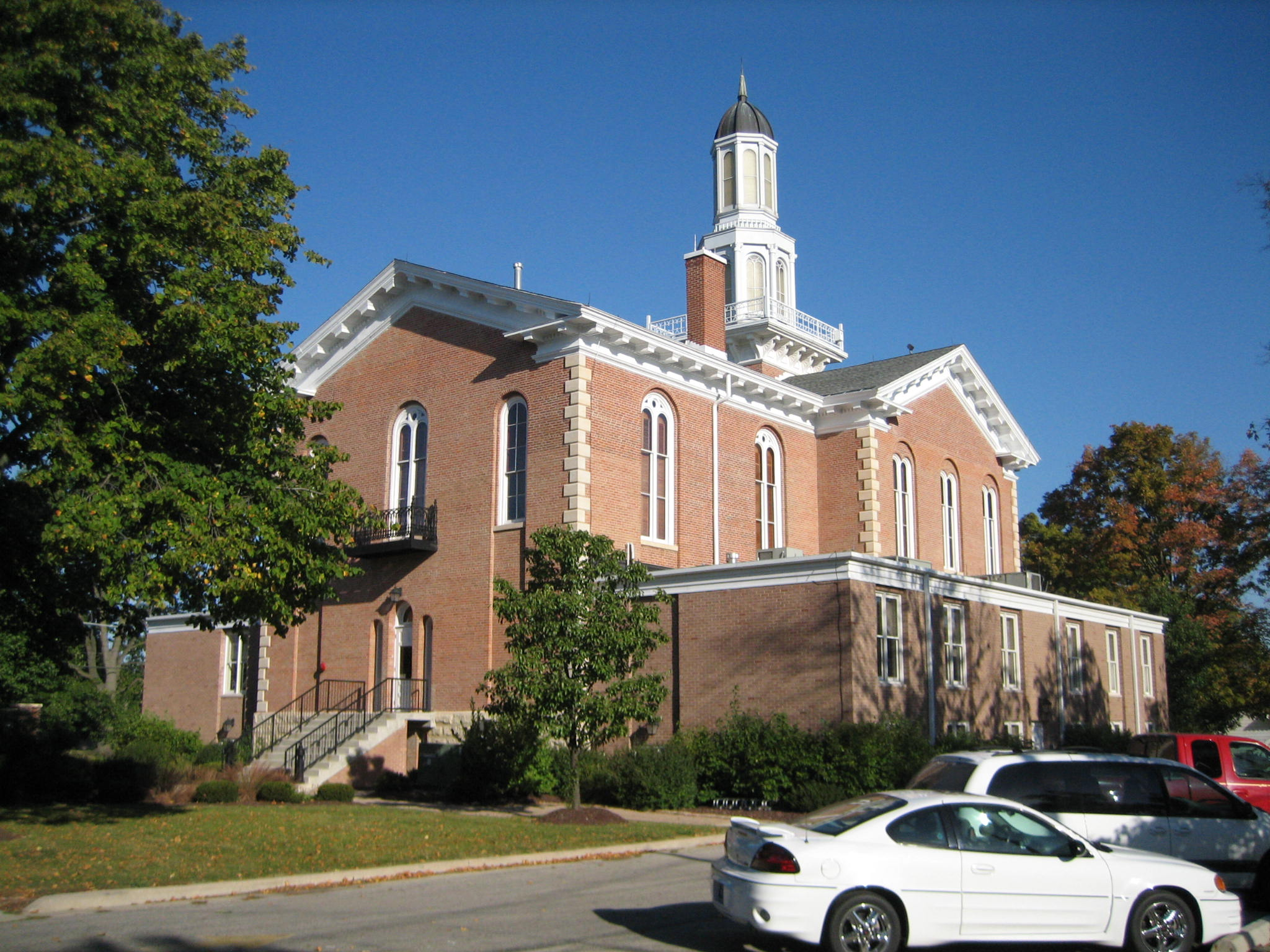
Kendall County Courthouse